# 橫帶雙線䲁
橫帶雙線䲁（學名：Enneapterygius clarkae），為輻鰭魚綱䲁形目三鰭䲁科雙線䲁屬的一個種，由沃特·霍勒曼 (Wouter Holleman) 於1982年，對它進行了描述，並以美國魚類學家尤金妮·克拉克 (Eugenie Clark)命名，分布於西印度洋紅海至南非納塔爾海域，本魚體型小呈圓柱狀，眼眶上有觸鬚，眶上緣和後緣有細鋸齒，體側有斜向褐色條紋，背鰭與尾鰭淡紅色，背鰭3個，背鰭硬棘14-15枚、背鰭軟條8-10枚、臀鰭硬棘1枚、臀鰭軟條16-17枚，體長可達2.7公分，棲息在珊瑚礁，雌魚產附著性卵在藻類築的巢，雄魚會守護卵，幼魚為浮游性，生活習性不明。